# Augmentation (Medizin)
Der Fachbegriff Augmentation (lateinisch augmentum = die Vermehrung, das Zunehmen) wird in der Medizin mit mehreren Bedeutungen benutzt:
- In der Sportmedizin, Unfallchirurgie und Orthopädie wird mit Augmentation ein therapeutisches Verfahren bezeichnet. Dabei werden Fremdmaterialen verwendet, welche Bänder oder Sehnen in ihrer Funktion unterstützen, um so eine funktionelle Therapie zu ermöglichen. Die Augmentation kann dabei operativ, beispielsweise durch Kunststoff- oder Metall-Implantate[3][4] oder konservativ durch einen Tapeverband[5] erfolgen.

- In der plastischen Chirurgie und in der Gynäkologie bezeichnet man eine Brustvergrößerung als Augmentationsplastik und allgemein ein Vergrößerung eines Organs als Augmentation.[6]

- In der Unfallchirurgie bezeichnet man die Sicherung einer Bandnaht (zum Beispiel einer Kreuznaht) durch eine zusätzliche Bandplastik ebenfalls als Augmentationsplastik.[7]

- In der Arzneimitteltherapie bezeichnet Augmentation die erwünschte Wirkungssteigerung eines Arzneimittels durch eine weitere Substanz.[8] Zum Beispiel bei der Lithiumaugmentation, bei Augmentan oder bei der Augmentation von psychopharmakologischen Behandlungen einer Depression.[9]

- In der Pulswellenanalyse bezeichnet der Augmentationsdruck die Erhöhung des Blutdrucks in der Aorta durch Pulswellenreflexion.[10]

- In der Behandlung des Restless-Legs-Syndrom bezeichnet Augmentation eine plötzliche Verschlechterung der Symptome unter medikamentöser Behandlung trotz Dosissteigerung.[11]

- Mit Penisaugmentationen sind verschiedene Methoden zur Vergrößerung des menschlichen Penis gemeint.

- In der Zahnmedizin versteht man unter Augmentation den Wiederaufbau von abgebautem Kieferknochen durch Eigenknochen oder Fremdmaterial, insbesondere um ausreichend Knochenangebot zu schaffen, damit eine Zahnprothese auf dem Kieferkamm stabilisiert werden kann oder ein Zahnimplantat eingesetzt werden kann. Verfahren der Augmentation werden auch in der Parodontologie angewandt, um durch Parodontitis abgebauten Alveolarknochen wieder aufzubauen. Siehe auch Kieferaufbau.

- Ein Augmentations-Test zur Bestimmung der Aktivität des follikelstimulierenden Hormons hieß auch Steelman-Pohley-Test.[12]